# Johan von Sydow
Johan Ludvig von Sydow, född 16 april 1918 i Göteborgs garnisonsförsamling, död 1 januari 1999 i Örgryte församling i Göteborg, var en svensk jurist och genealog.
Johan von Sydow var son till överstelöjtnant Knut von Sydow och Ellen Nordenfelt. Efter studentexamen i Kristianstad 1936 läste han juridik i Lund och blev juris kandidat där 1945. Han gjorde sin tingstjänstgöring 1945–1948, blev extra fiskal vid hovrätten över Skåne och Blekinge 1949, stadsnotarie vid Göteborgs rådhusrätt 1955 (extra från 1950), assessor 1960 och extra rådman där 1965. Han var auditör vid Göteborgs Luftvärnsregemente Lv 6. Johan von Sydow var 1967–1985 rådman vid Göteborgs tingsrätt och domare huvudsakligen i brottmål. 
Han var en välkänd genealog. Åren 1964–1991 var han ordförande i Västra Sveriges Genealogiska Förening, senare GöteborgsRegionens Släktforskare. Han bidrog till det stora intresset för släktforskning, som vid denna tid uppstod i Sverige. Bland annat författade han det stora uppslagsverket Christian Fredrik von Sydows Ättlingar, som (jämte ingifta) innehåller genealogiska och biografiska uppgifter om 6 500 personer (med 932 efternamn), bland andra samtliga medlemmar av släkterna von Sydow, Wallenberg, Palme och Kreuger. Även vissa adliga och kungliga ätter finns delvis redovisade. Till skillnad mot äldre genealoger inkluderade han även utgifta döttrars avkomma samt barn till ogifta föräldrar, vilket ansågs revolutionerande då, men senare blivit allmänt förekommande, utom på Riddarhuset.
Han tog reservofficersexamen 1938 och blev 1947 kapten i reserven vid A 2. Han skrev mängder med rimmad vers, främst för festliga tillfällen, men till och med i protokollen vid Lerums kommun, där han en tid var fullmäktig.
Johan von Sydow gifte sig 1946 med preparatrisen Carin Rosenquist (1919–1998), dotter till guldsmeden Sven Rosenquist och Ebba Hedenskog. De fick barnen Petra (född 1949, gift Ekengren), Fredrika (född 1955) och Andreas (född 1958). Makarna von Sydow är begravda på Kvibergs kyrkogård i Göteborg.